# アートメゾン・インターナショナル
『アートメゾン・インターナショナル』（Art Maison International）は、1996年に創刊された、洋画・日本画・水墨画・書・版画・陶芸・写真など現代日本の様々なジャンルのアーティストの作品が掲載される、年刊の美術書籍。

## 概要
“East Meets West（東洋と西洋の出会い）”をキーワードに、日本美術の特質を、美術愛好家にわかりやすく紹介する事に重点を置いて編集される。
スペインのペドロ・フランシスコ・ガルシア（Pedro Francisco García）やアルフォンソ・ゴンサレス＝カレーロ（Alfonso González-Calero）、フランスのジャン＝フランソワ・ラリュー（Jean-François Larrieu）やクリスチャン・ビエ（Christian Billet）などの美術評論家やギャラリスト、画家たちが作品の魅力を解説することで、作品鑑賞の手助けをしている
なお、現在この『Art Maison International』は、スペイン国立装飾美術館及びバジェ・デ・ロス・スエニョス財団の協力図書でもある。

## 紙誌情報
判型・装丁
B4判 大型グラフサイズ（364mm x 257mm）／オールカラー／ハードカバー
言語
全文英語表記（日本語対訳文併記）
発行
麗人社
発売
メディアパル
印刷
昭栄印刷
総合監修者
ペドロ・フランシスコ・ガルシア